# 이네노후나야

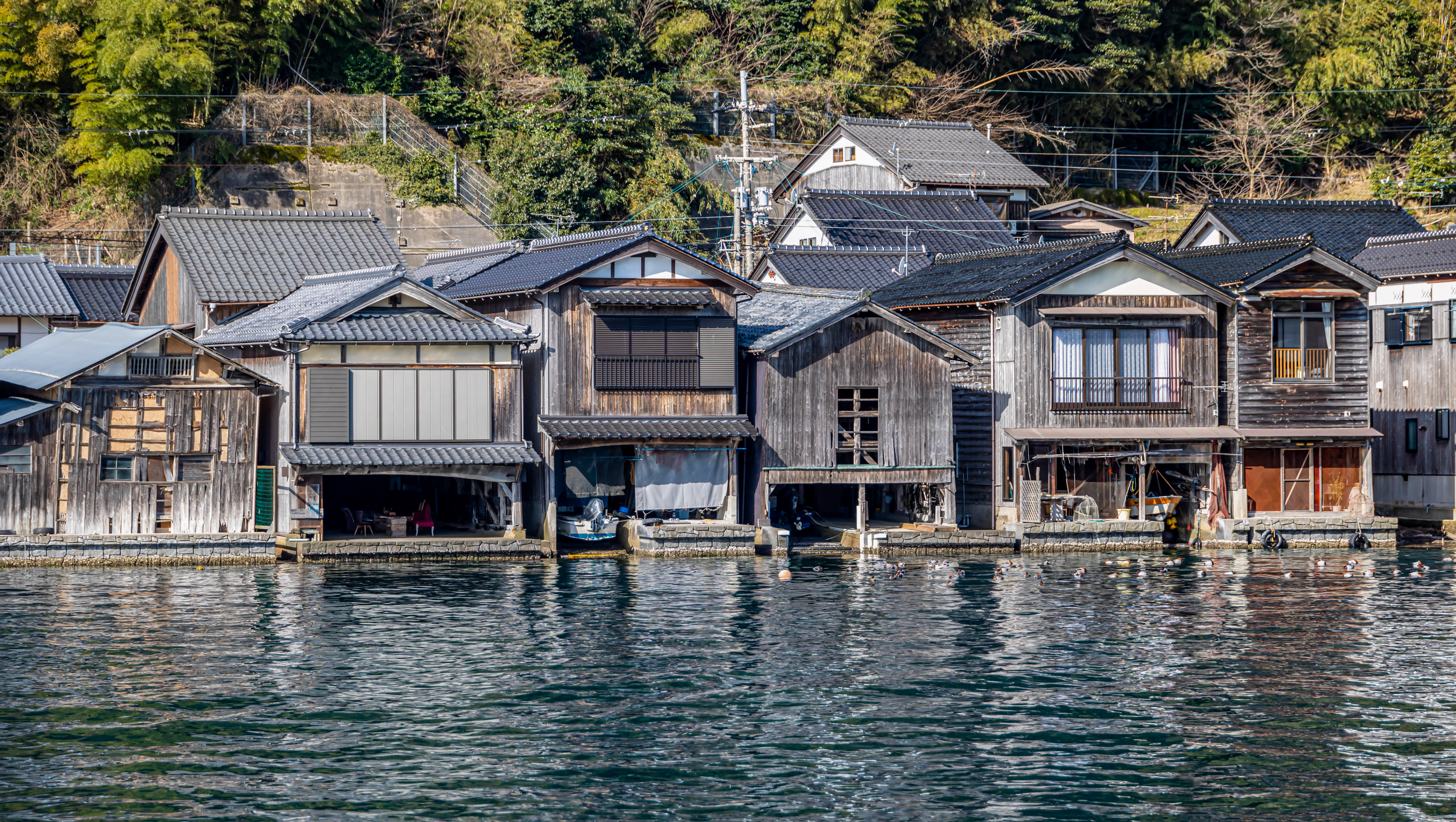
해수면에 서있는 후나야

이네노후나야(일본어: 伊根の舟屋)는 일본 교토부 요사군 이네정의 이네만 (이네우라)을 따라 해면 곁들여 늘어선 배 수납고 겸 민가로, 1층은 배 수납고, 상층에 주거를 갖춘 독특한 전통 건축물이다. 이 경관에 인구 2천명 정도의 마을에 연간 30만명이 넘는 관광객이 방문하고 있다.
이네노후나야가 있는 이 지역은 중요 전통적 건조물군 보존 지구로서 선정되어 있다.